# Я встретил вас (мультфильм)
«Я встретил вас» — советский кукольный мультфильм, снятый в 1973 году на Свердловской киностудии режиссёром Анатолием Аляшевым.

## Сюжет
Бесшабашные друзья Волк и Осёл собрались на пикник. Они собрали походные причиндалы (шашки, магнитофон, зарубежные журналы), погрузились в увешанный иностранными наклейками (признак «крутости» в эпоху 60…70-х годов 20 века) нелепого вида автомобиль и отправились на природу. Тем временем, на т. н. курорте собрались звери для культурного проведения своего досуга — послушать романсы. Волк с Ослом отъехали немного в сторону и расположились. Одна молодая корова, которая была среди слушателей романсов, поддавшись соблазну посмотреть «крутую машину», заинтересованно подошла к ней. Недолго думая, волк предложил «рогатой даме» прокатиться, от чего корова, естественно, не отказалась, совершенно забыв о своем друге быке. Бык, спев тоскливую песню (Валерия Ободзинского «Что-то случилось») кинулся на поиски возлюбленной. Катая корову, волк умудрился проткнуть колесо. И когда он начал его заново накачивать, услышал пение молодой кошечки, жившей неподалёку (старинный русский романс «Только раз»). Ничтоже сумняшеся, волк подошёл к кошке и, соблазняя её, стал для неё петь под гитару цыганский романс «Милая, ты услышь меня». Само собой, как любая молодая девушка, кошечка не смогла устоять перед «натиском» такого кавалера и с удовольствием приняла волчьи ухаживания. И всё бы ничего, но бык, тем временем, услышал волчье пение и начал гоняться за ним. Несчастному волку ничего не оставалось делать, кроме как со всей прыти «лететь» на своем автомобиле от разгневанного быка. «Полет» заканчивается тем, что автомобиль превращается в груду железа. Обеспокоенные кошечка, корова и бык подбегают к краю оврага и видят, что, к счастью, волк остался живёхонек и преспокойно играет со своим другом Ослом в шашки. Картина заканчивается тем, что мы видим счастливых быка и корову, а также волка и кошечку, сидящих около её дома на скамеечке. Волк играет на гитаре, а кошечка с удовольствием его слушает — этот эпизод вселяет надежду на то, что волк, наконец, остепенился и нашел свою вторую половину.

## Создатели
| Автор сценария            | Герман Дробиз                                                                          |
| Режиссёр                  | Анатолий Аляшев                                                                        |
| Художник-постановщик      | Андрей Евладов                                                                         |
| Композитор                | Александр Зацепин                                                                      |
| Оператор                  | Александр Ишин                                                                         |
| Художники-мультипликаторы | Раиса Пестрякова, Владимир Рожин, Евгений Скаридов, Андрей Солодов, Татьяна Костоусова |
| Звукорежиссёр             | Борис Берестецкий                                                                      |
| Ассистенты по монтажу     | Н. Аляшева, Л. Туровец                                                                 |
| Монтажёр                  | Валерий Хайдаров                                                                       |
| Редактор                  | Фёдор Корытко                                                                          |
| Директор фильма           | Юрий Рожин                                                                             |

## Производство
В фильме использованы некоторые куклы из предыдущей работы аниматоров — «Бурёнка из Маслёнкино».
Изначально фильм должен был выйти под названием «Под шорох шин». В фильме была сцена, в которой волк попадает в аварию на автомобиле, регистрационный номер которого был PSPR, что было трактовано цензурной комиссией, как отсылка к Польской рабочей партии. После прояснения ситуации, было дано указание уничтожить негатив сцены, и вместо неё произвести досъёмки. Мультипликаторы удалили сцену, но не уничтожили наработки. В результате, были выпущены оба фильма «Под шорох шин» и обновлённый — «Я встретил вас».

Впоследствии была сделана цифровая реставрация мультфильма «Я встретил вас». А «Под шорох шин» сохранился только копией плохого качества, о чём рассказала дочь аниматора: 
В Москву сообщили: фильм уничтожен. Но у кого бы рука поднялась? Пересняли крамольную часть фильма, добавили ещё один эпизод, назвали «Под шорох шин» и Москва… приняла! Естественно, что на TV появлялся только этот вариант фильма и странно, что на ютуб попало то изначальное «Я встретил вас», грозившее международным скандалом, что должно было сгореть, а фильм «Под шорох шин» вообще пропал. Я ждала, что он появится, как некогда, чудесным образом появились другие, но тщетно. У папы существовал этот фильм на видеокассете, но в ужаснейшем качестве. После оцифровки оно тоже не улучшилось. Потому я при реставрации взяла из фильма «Я встретил вас» все части, вошедшие после пересъемки в «Под шорох шин».